# André Lavie
André Lavie (* 28. Juni 1959 in Pau; † 12. Juli 1990 in Arrens-Marsous) war ein französischer Mittelstreckenläufer, der sich auf die 800-Meter-Distanz spezialisiert hatte. 1984 gewann er in Göteborg die Silbermedaille bei Halleneuropameisterschaften und feierte damit seinen größten sportlichen Erfolg.

## Sportliche Laufbahn
Erste internationale Erfahrungen sammelte André Lavie vermutlich im Jahr 1983, als er bei der Sommer-Universiade in Edmonton mit 1:50,94 min im Halbfinale über 800 Meter ausschied. Im Jahr darauf gewann er bei den Halleneuropameisterschaften in Göteborg in 1:48,35 min die Silbermedaille hinter dem Italiener Donato Sabia und 1985 belegte er bei den Hallenweltspielen in Paris in 1:50,29 min den fünften Platz. Im Jahr darauf schied er bei den Halleneuropameisterschaften in Madrid mit 1:54,16 min im Halbfinale aus und 1987 belegte er bei den Mittelmeerspielen in Latakia in 1:54,80 min den siebten Platz.
In den Jahren von 1986 bis 1988 wurde Lavie französischer Hallenmeister im 800-Meter-Lauf.

## Persönliche Bestleistungen
- 800 Meter: 1:46,90 min, 24. Juni 1983 in Paris
  - 800 Meter (Halle): 1:48,35 min, 4. März 1986 in Göteborg